# Club Deportivo Balonmano Burgos
Club Deportivo Balonmano Burgos (deutsch: Handballsportclub Burgos) ist ein spanischer Handballverein aus Burgos. Aus Sponsoringgründen tritt der Verein als UBU San Pablo Burgos an.

## Geschichte
Der Burgos Handball Sports Club wurde im Jahr 2005 unter dem Namen Club Deportivo BMB gegründet. Er löste den in den 1980er und 1990er Jahren in Burgos aktiven Verein Club Balonmano Ciudad de Burgos ab, der im Jahr 2005 den Wettkampfbetrieb einstellte. Nachdem Spieler und Trainer des ehemaligen Vereins der Neugründung beitraten wurde der gemeinsame Name Club Deportivo Balonmano Burgos gewählt.
Am Wettkampfbetrieb nahm man erstmals in der Saison 2016/2017 teil. Unter dem Namen UBU San Pablo Inmobiliaria nahm man an der zweiten Liga in Kastilien und León teil. Sofort gelang die Teilnahme an den Aufstiegsspielen zur Primera División Nacional; man verlor zwar die Playoffs, stieg aber dennoch auf, nachdem der Verein Balonmano Sinfin, die Startrechte seiner zweiten Mannschaft an das Team aus Burgos übertrug. In der Spielzeit 2019/2020 startete der Verein mit 23 Siegen in 23 Spielen, dann wurde die Saison wegen der COVID-19-Pandemie abgebrochen. Die RFEBM entschied allerdings, dass das Team dennoch zum Aufstieg in die zweite Liga berechtigt sei. Seitdem ist der Verein in der zweiten spanischen Liga aktiv.

## Saisonbilanzen
| Saison    | Liga | Platz, Punkte              | Anmerkung                                                                          |
| --------- | ---- | -------------------------- | ---------------------------------------------------------------------------------- |
| 2018/2019 | 3.   | 4. Platz (Gruppe B), 48:12 |                                                                                    |
| 2019/2020 | 3.   | 1. Platz (Gruppe B), 46:0  | Saisonabbruch, Aufstieg nach RFEBM-Entscheidung                                    |
| 2020/2021 | 2.   | 2. Platz (Gruppe A), 27:9  | in der Aufstiegsrunde 5. Platz                                                     |
| 2021/2022 | 2.   | 3. Platz (Gruppe A), 22:14 | in der Aufstiegsrunde 7. Platz                                                     |
| 2022/2023 | 2.   | 3. Platz (Gruppe A), 20:12 | in der Aufstiegsrunde 8. Platz                                                     |
| 2023/2024 | 2.   | 3. Platz, 40:20            | in der Aufstiegsrunde Finalist, Relegation gegen Tabellen-14. der 1. Liga verloren |
| 2024/2025 | 2.   | 3. Platz, 45:15            | in der Aufstiegsrunde, Relegation gegen Tabellen-14.ten der 1. Liga verloren       |

## Name
Der Sponsorenname UBU San Pablo verweist auf die Universidad de Burgos (UBU) und Paulus de Santa Maria (San Pablo), Bischof von Burgos (1415–1535).